# Gizela Gáfriková
Gizela Gáfriková (20. října 1945, Banská Bystrica – 6. března 2014) byla slovenská básnířka a literární historička. Jejím manželem byl literární historik Michal Gáfrik.

## Životopis
Studovala na střední všeobecně škole v Banské Bystrici, kde roku 1964 maturovala. V letech 1964 až 1969 studovala historii a češtinu na Filozofické fakultě Univerzity Komenského v Bratislavě. Roku 1969 nastoupila jako interní aspirantka do Ústavu slovenské literatury Slovenské akademie věd v Bratislavě, kde řadu let pracovala jako vědecká pracovnice. Soustřeďovala se na výzkum literatury sedmnáctého a osmnáctého století, kterou sledovala v širším dobovém jazykovém a kulturně kontextu. Zvláštní pozornost věnovala tvorbě Hugolína Gavloviče, žánrovým otázkám barokní prózy, výzkumu textových pramenů duchovní písně a také edičně připravila komentovanou antologii české barokní poezie a výběr z Gavlovičova díla. Od středoškolských studií publikovala verše v Mladé tvorbě, později i v Slovenských pohledech. Roku 1974 vydala cenzurou okleštěnou básnickou sbírku Potichu. Překládala z francouzštiny, latiny a polštiny.